# Пејсон (Илиноис)
Пејсон (енгл. Payson) град је у америчкој савезној држави Илиноис.

## Демографија
По попису из 2010. године број становника је 1.026, што је 40 (-3,8%) становника мање него 2000. године.
| Група             | 2000.         | 2010.         |
| Белци             | 1.047 (98,2%) | 1.015 (98,9%) |
| Афроамериканци    | 1 (0,1%)      | 1 (0,1%)      |
| Азијати           | 0 (0,0%)      | 1 (0,1%)      |
| Хиспаноамериканци | 6 (0,6%)      | 5 (0,5%)      |
| Укупно            | 1.066         | 1.026         |